# Сент-Колом
Сент-Коло́м (фр. Sainte-Colome) — коммуна во Франции, находится в регионе Аквитания. Департамент — Атлантические Пиренеи. Входит в состав кантона Олорон-Сент-Мари-2. Округ коммуны — Олорон-Сент-Мари.
Код INSEE коммуны — 64473.

## География

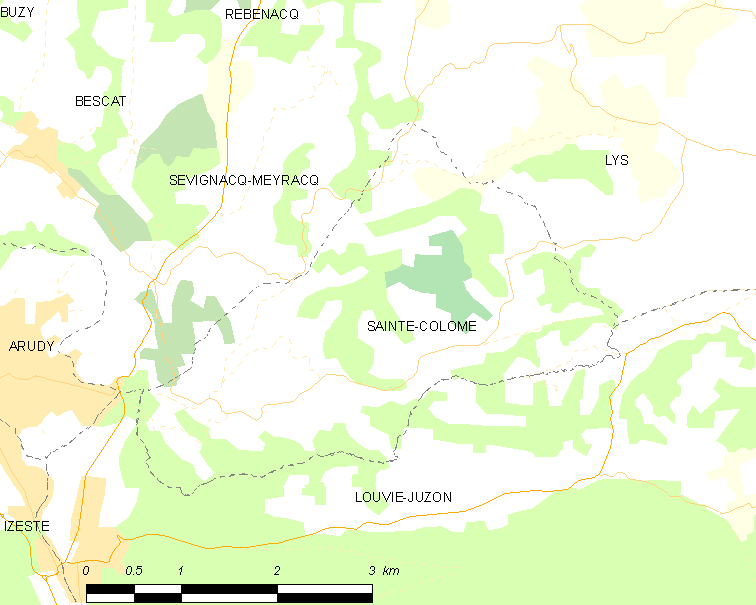
Карта коммуны

Коммуна расположена приблизительно в 680 км к югу от Парижа, в 195 км южнее Бордо, в 23 км к югу от По.

### Климат
Климат тёплый океанический. Зима мягкая, средняя температура января — от +5°С до +13°С, температуры ниже −10 °C бывают редко. Снег выпадает около 15 дней в году с ноября по апрель. Максимальная температура летом порядка 20-30 °C, выше 35 °C бывает очень редко. Количество осадков высокое, порядка 1100 мм в год. Характерна безветренная погода, сильные ветры очень редки.

## Население
| Год  | Численность | Численность |
| ---- | ----------- | ----------- |
| 2013 | 359         |             |
| 2015 | 353         | [ 8 ]       |
| 2016 | 358         | [ 9 ]       |
| 2017 | 356         | [ 10 ]      |
| 2018 | 356         | [ 11 ]      |
| 2019 | 358         | [ 12 ]      |
| 2020 | 360         | [ 13 ]      |
| 2021 | 358         | [ 14 ]      |
| 2022 | 356         | [ 4 ]       |

## Администрация
| Период | Период | Фамилия         | Партия | Примечания |
| ------ | ------ | --------------- | ------ | ---------- |
| 1995   | 2001   | Поль Гаррок     |        |            |
| 2001   | 2014   | Жан Буссу       |        |            |
| 2014   | 2020   | Жан-Пьер Гаррок |        |            |

## Экономика
В 2010 году среди 219 человек трудоспособного возраста (15-64 лет) 169 были экономически активными, 50 — неактивными (показатель активности — 77,2 %, в 1999 году было 71,4 %). Из 169 активных жителей работали 155 человек (80 мужчин и 75 женщин), безработных было 14 (6 мужчин и 8 женщин). Среди 50 неактивных 14 человек были учениками или студентами, 25 — пенсионерами, 11 были неактивными по другим причинам.

## Достопримечательности
- Церковь Св. Сильвестра (XV век). Исторический памятник с 2001 года[16]
- Замок Сент-Колом (XIII век). Исторический памятник с 1999 года[17]
- Протоисторический оппидум

## Фотогалерея

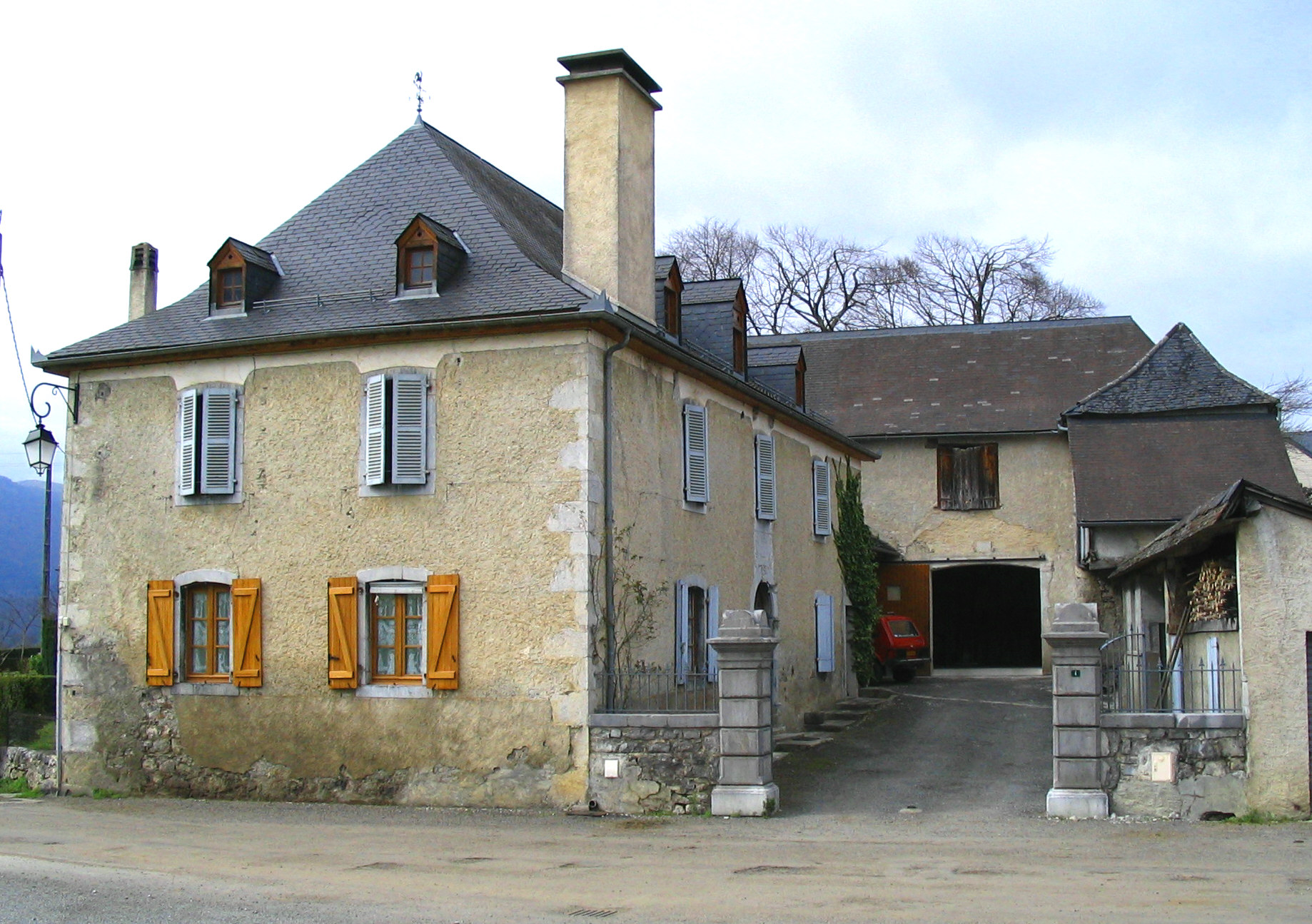
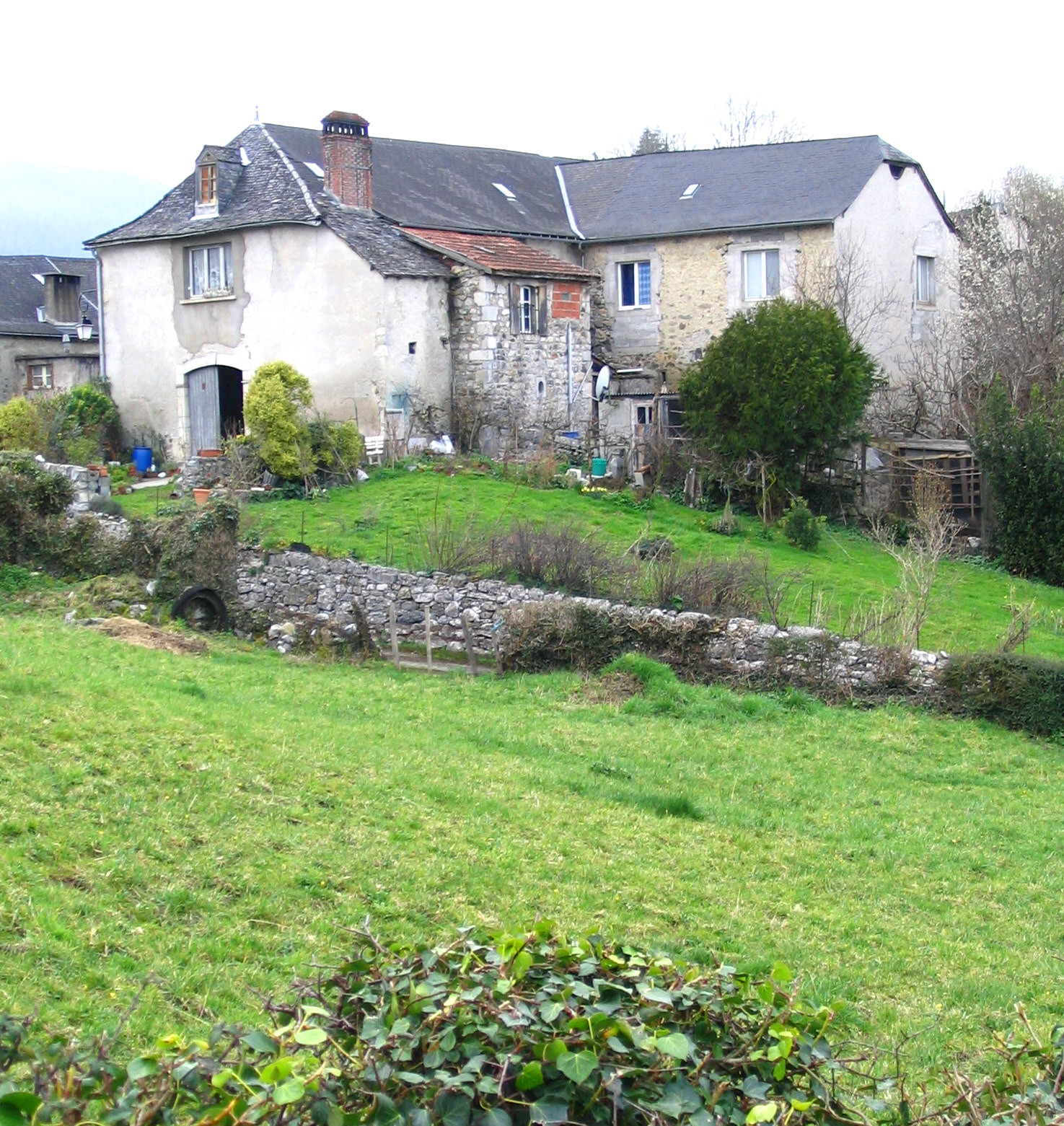
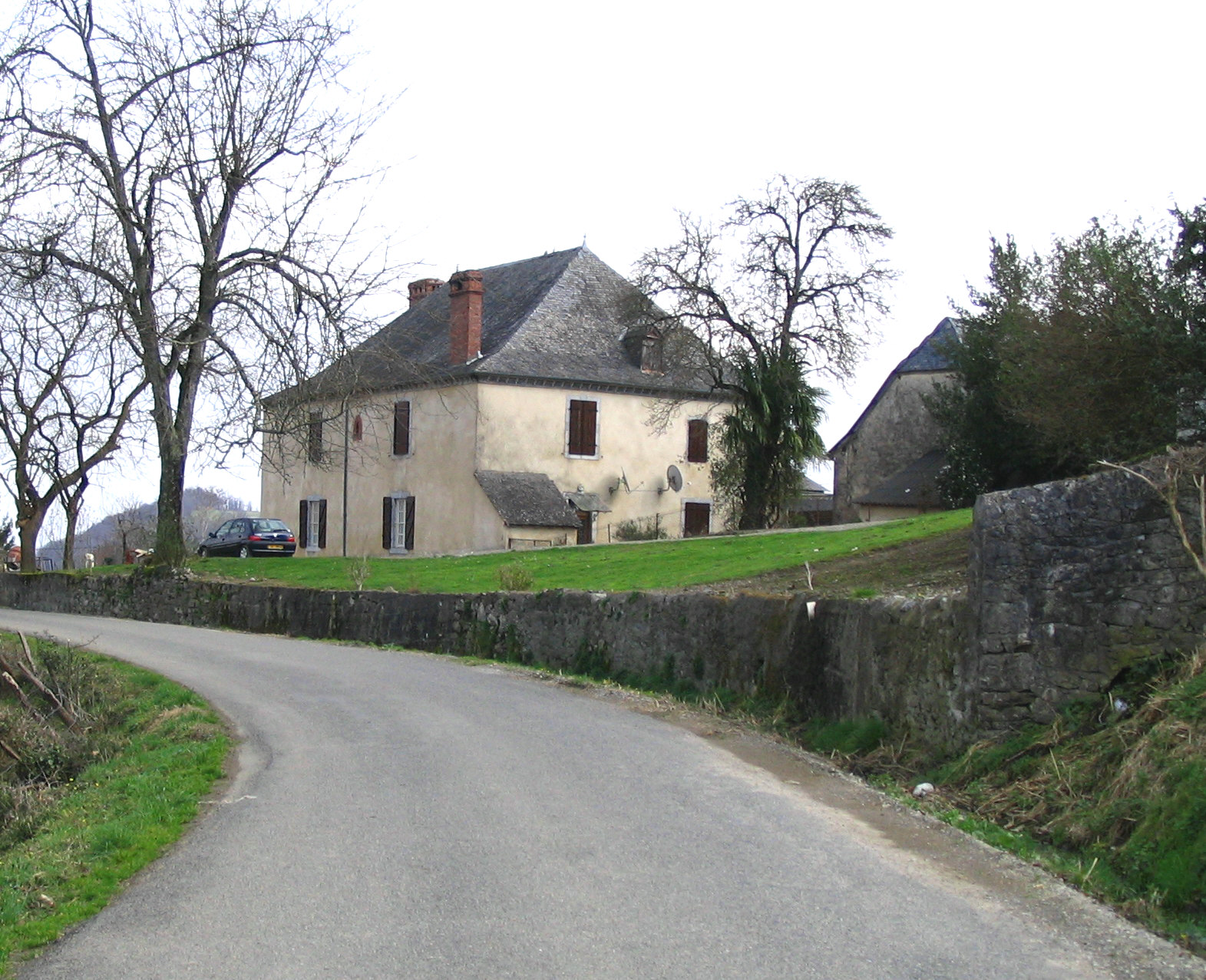
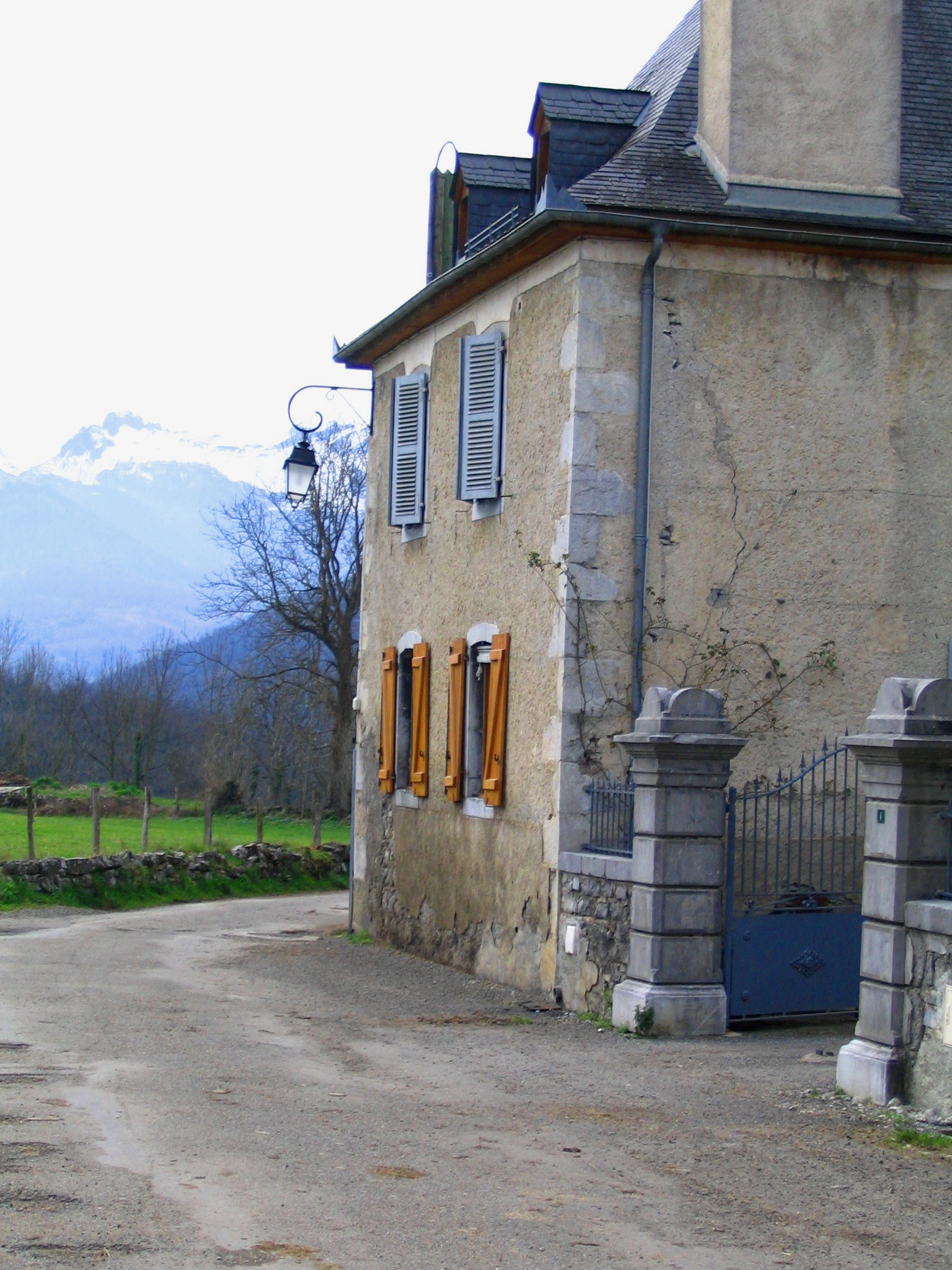